# Atanycolus tunetensis
Atanycolus tunetensis är en stekelart som först beskrevs av Marshall 1899.  Atanycolus tunetensis ingår i släktet Atanycolus och familjen bracksteklar. Inga underarter finns listade.